# Château de la Chevalerie
Le Château de la Chevalerie est un château français situé à Châtelain, dans le département de la Mayenne et la région des Pays de la Loire. Il est situé près du bourg, au Sud.

## Désignation
- Les fiefs de Chastelain appelés la Chevallerie, 1414 (Aveu de Château-Gontier).
- La Chevalerie, manoir (Carte de Cassini).

## Histoire
Il s'agissait d'une seigneurie mouvante de Château-Gontier par Romfort. 

## Sources et bibliographie
- « Château de la Chevalerie », dans Alphonse-Victor Angot et Ferdinand Gaugain, Dictionnaire historique, topographique et biographique de la Mayenne, Laval, A. Goupil, 1900-1910 [détail des éditions] (BNF 34106789, présentation en ligne)